# Сан Лоренцо (Салерно)
Сан Лоренцо (итал. San Lorenzo) је насеље у Италији у округу Салерно, региону Кампанија.
Према процени из 2011. у насељу је живело 1077 становника. Насеље се налази на надморској висини од 18 м.